# 25468 Ramakrishna
25468 Ramakrishna è un asteroide della fascia principale. Scoperto nel 1999, presenta un'orbita caratterizzata da un semiasse maggiore pari a 2,3502737 UA e da un'eccentricità di 0,1148503, inclinata di 7,38136° rispetto all'eclittica.